# Raffaele Biancucci
Raffaele Biancucci (Grosseto, 7 settembre 1965) è un ex hockeista su pista italiano.
Ha terminato l'attività molto presto ed è uscito dal mondo dell'hockey. Poi nel 2008, insieme ad un gruppo di ex giocatori biancorossi ha rifondato il Circolo Pattinatori Grosseto, ha ripreso la qualifica di allenatore già conseguita a Roma nel 1984, e ha creato partendo da zero il settore giovanile della società biancorossa, di cui è stato Responsabile Tecnico dal 2009 al 2016, iniziando dalla polverosa pista del Cottolengo a Grosseto nell'estate del 2009. In pochi anni, nel 2015 e nel 2016 porta i ragazzi nati al Cottolengo a centrare due storiche qualificazioni consecutive alle Finali Nazionali Giovanili categoria under 13 a Bassano e a Follonica. Lascia nel 2016 il Grosseto e si accasa al Siena Hockey, prima come allenatore della prima squadra e poi come Responsabile del settore giovanile. Dal 2018 si occupa solo del settore giovanile della società neroverde e dal 2019-20 diventa Responsabile Tecnico ed allenatore della prima squadra dell'Hockey Club Castiglione, incarico che ricopre fino all'agosto 2021. Nell'agosto del 2022 viene chiamato ad allenare la squadra francese della Union Sportive Coutras nella N1 (massima serie transalpina). Nel Febbraio 2023 viene chiamato dal Cgc Viareggio per sostituire Massimo Mariotti nella guida della squadra di serie A1, e viene confermato anche per la stagione successiva 2023-24. È stato anche selezionatore e tecnico regionale della Toscana al Trofeo delle regioni nel 2015 e 2016, trofeo che ha vinto per la categoria Under 15 nel 2016. Dal 2013 è Docente Siri e insegna ai corsi per aspiranti allenatori di Hockey su pista materie legate al lavoro con i giovani ed al settore giovanile in genere.

## Carriera
Ha iniziato la sua carriera nel Circolo Pattinatori Grosseto nel 1972 dove ha vinto a livello giovanile 4 titoli italiani.

### Club
Passato al HC Castiglione della Pescaia nella stagione 1986/87 ha iniziato un lungo girovagare che lo ha portato a indossare le maglie di G.S.H. Pordenone, Hockey Goriziana, Mens Sana Siena, Hockey Novara.

### Nazionale
Nessuna presenza in Nazionale maggiore, ma ha ottenuto una convocazione per la Juniores nel 1984.

## Risultati
Risultati salienti sono stati una vittoria della Coppa CERS 1991-1992 con la maglia dell'Hockey Novara, una semifinale scudetto disputata con l'HC Castiglione, un quarto di finale con l'Hockey Novara, una promozione ottenuta dalla serie A2 con il G.S.H. Pordenone nel 1987-88, una promozione dalla serie B alla serie A2 ottenuta con il Circolo Pattinatori Grosseto nel 1983-84, una finale di Coppa Italia raggiunta e persa (7-4) con la maglia del Cp Grosseto contro l'Hockey Novara nel 1985-86.

## Palmarès
- 1975 Campione d'Italia Esordienti 1975
- 1978 Campione d'Italia Ragazzi 1978
- 1980 Campione d'Italia Allievi
- 1981 Campione d'Italia Allievi
- 1991/92 Coppa CERS (1991-92)